# Aeródromo Olmué
El Aeródromo Olmué (OACI: SCOM) es un terminal aéreo ubicado 1 kilómetro al noroeste de Olmué, Provincia de Marga Marga, Región de Valparaíso, Chile. Es de propiedad privada.